# 충주호수축제
충주호수축제는 매년 8월경 충청북도 충주시에서 개최하는 여름 축전이다.
본래는 충주세계무술축제보다 한 달 빠르게 개최했으나, 2015년부터는 충주세계무술축제와 돌아가면서 격년제로 열기로 하여, 호수축제는 2016년에 개최하면서 2년에 한 번씩 하는 것으로 결정되었다.